# 大特吕特梅尔
大特吕特梅尔（法語：Truttemer-le-Grand，法語發音：[tʁytmɛʁ lə ɡʁɑ̃] ⓘ）是法国卡尔瓦多斯省的一个旧市镇，与小特吕特梅尔相邻，属于维尔区。2016年1月1日，大特吕特梅尔与7个临近市镇合并为新市镇维尔诺曼底（Vire Normandie）。

## 地理
大特吕特梅尔（48°46'51"N, 0°49'7"W）面积14.69 平方千米，位于法国诺曼底大区卡爾瓦多斯省，该省份为法国西北部沿海省份，北濒大西洋英吉利海峡，东北与滨海塞纳省以海上边界相接，东临厄尔省，南至奧恩省，西与芒什省接壤。
与大特吕特梅尔接壤的市镇（或旧市镇、城区）包括：贝尼耶尔勒帕特里、迈松塞勒拉茹尔当、鲁卢尔、小特吕特梅尔、维耶苏瓦、绍略。

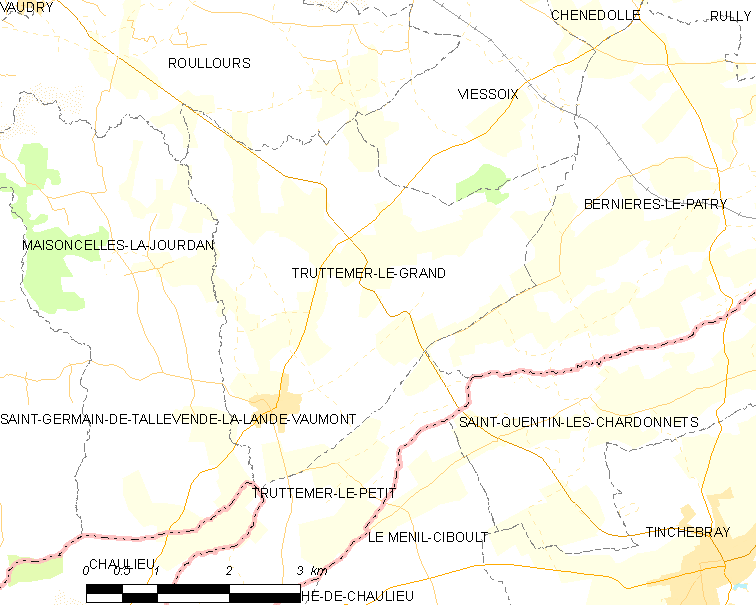
大特吕特梅尔的OSM定位图

大特吕特梅尔的时区为UTC+01:00、UTC+02:00（夏令时）。

## 行政
大特吕特梅尔的邮政编码为14500，INSEE市镇编码为14717。

## 政治
大特吕特梅尔所属的省级选区为维尔诺曼底县。

## 人口

1962-2008年间大特吕特梅尔人口变化图示

大特吕特梅尔于2018年1月1日时的人口数量为643人。